# Teti (Italia)
Teti è un comune italiano di 566 abitanti della provincia di Nuoro in Sardegna.
È situato a 714 metri sul livello del mare alle falde nord-occidentali del Gennargentu ed è parte della Comunità Montana n. XII della Barbagia Mandrolisai. Nel territorio circostante il paese sono presenti notevoli testimonianze archeologiche risalenti ai periodi prenuragico e nuragico, tra cui il Santuario nuragico di Abini, dove nel 1865 e nel 1878 sono stati ritrovati molti bronzetti nuragici, attualmente conservati nel museo archeologico di Cagliari.

## Geografia fisica

### Territorio
È un centro agricolo a 58 km a sud-ovest da Nuoro, nella Barbagia di Ollolai.
Il territorio comunale di Teti possiede una forma approssimativamente triangolare, e si compone di una regione principalmente occupata e ricoperta da boschi, tagliata da profonde vallate create da corsi d'acqua. A poca distanza dal centro abitato scorre il fiume Tino, che confluisce nel lago artificiale Cucchinadorza, l'invaso artificiale intermedio dei tre creati lungo il corso del fiume Taloro.

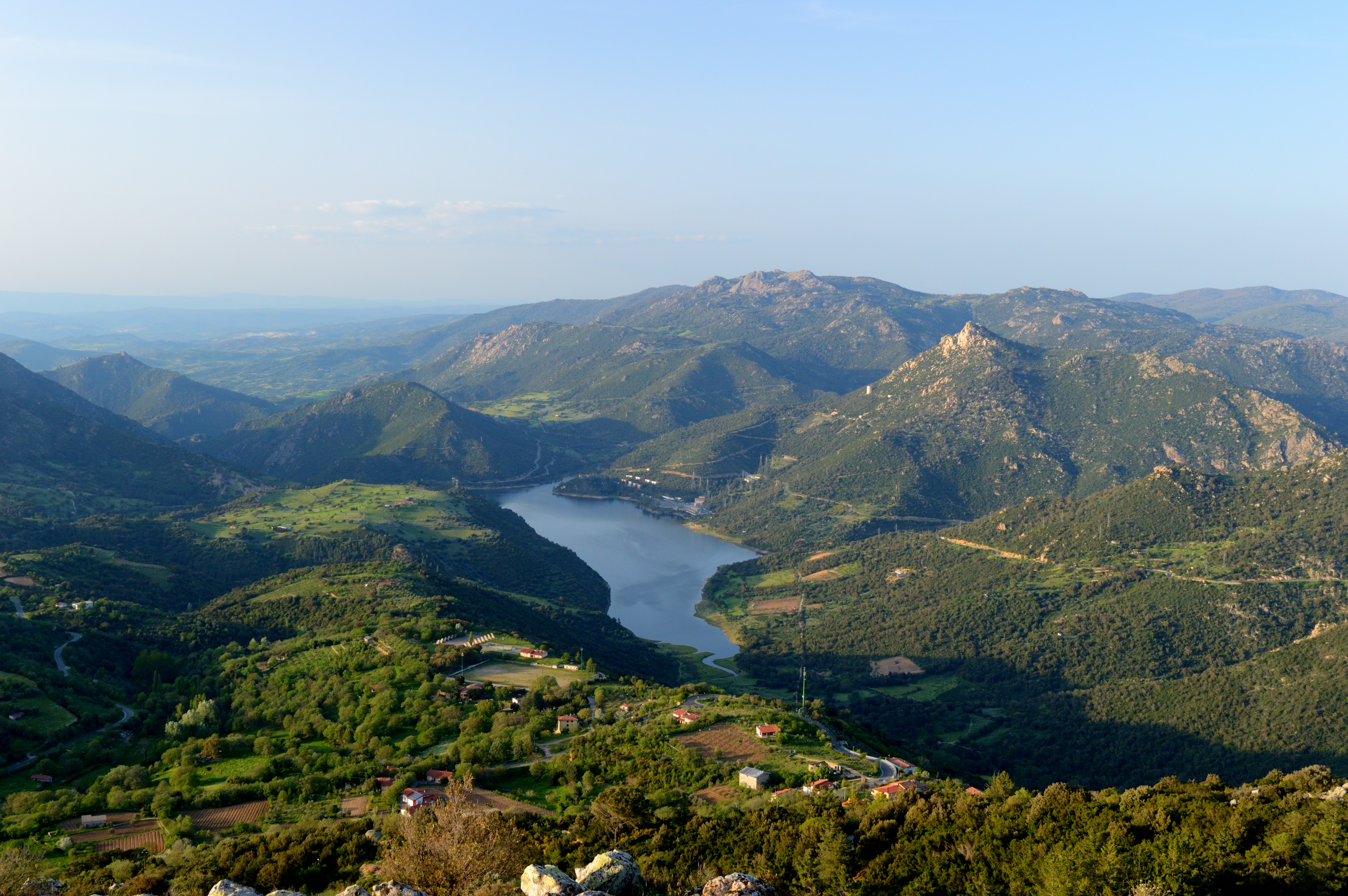
Foto del lago Cucchinadorza da punta Sa Marghine

## Storia

### Periodo prenuragico ed età nuragica
Il territorio di Teti fu abitato sin dal periodo prenuragico, come testimoniano alcuni ritrovamenti nell'altopiano di Atzadalai (4700 a.C. circa). Ma le maggiori tracce presenti nel territorio risalgono al periodo nuragico, come è testimoniato da vari siti, tra cui Abini e il villaggio nuragico di S'Urbale.

### Dal medioevo alla dominazione dei Savoia
L'attuale centro abitato ha origini medioevali, faceva parte del Giudicato d'Arborea ed era incluso nella curatoria di Austis. Dopo la caduta del giudicato arborense fu amministrato direttamente da funzionari reali spagnoli, ma la sua popolazione mantenne una certa autonomia. Nel 1461 Teti, assieme a tutto il territorio di Austis, fu acquistato da marchese di Oristano, e rimase incluso nel marchesato fino a quando non fu sequestrato a Leonardo Alagon. Nel 1478 fu concesso in feudo a Pietro Pujades, che però morì senza lasciare figli, nel 1503. Nel 1504 Teti entrò a far parte del feudo acquistato da Matteo Arbosich; però gli abitanti di Teti nutrivano un forte sentimento di autonomia, e nel 1514, assieme agli abitanti di Tiana, entrarono in conflitto con gli abitanti di Ovodda per il controllo dei pascoli nelle terre situate tra i vari paesi. Questi scontri costrinsero l'Arbosich a intervenire per placare la controversia. Dopo vari passaggi di feudo, Teti fu ereditato, dopo il 1718, da Pietro Manca Guiso, la cui discendenza si estinse nel 1788. Successivamente la signoria sulla baronia di Austis, con i paesi che vi facevano parte, fu ereditata per via matrimoniale dagli Amat di San Filippo, ai quali fu riscattata nel 1836 con l'abolizione del sistema feudale, per cui divenne un comune amministrato da un sindaco e da un consiglio comunale. Nel 1821 fu incluso nella provincia di Oristano, nel 1848 entrò a far parte della divisione amministrativa di Cagliari e nel 1859 dell'omonima provincia. Nel 1927, quando fu ricostituita la provincia di Nuoro, Teti entrò a farne parte.

### Simboli
Lo stemma e il gonfalone del Comune di Teti sono stati concessi con decreto del presidente della Repubblica del 2 ottobre 2006.
Il gonfalone è un drappo di giallo con la bordatura di azzurro.

## Monumenti e luoghi d'interesse

### Architetture religiose

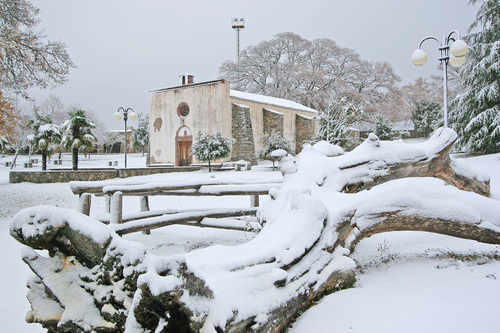
La chiesa campestre di San Sebastiano innevata

#### Chiesa di Santa Maria della Neve
La chiesa di Santa Maria della Neve è la parrocchiale del paese. Situata nel centro storico e costruita nel suo primo impianto nel secolo XVII, è composta al suo interno da tre navate e conserva gli arredi storici.

#### Chiesa di San Sebastiano
Altra chiesa di Teti è quella campestre di San Sebastiano, di origine medioevale, situata al di fuori dell'abitato, in una posizione più bassa. L'edificio, che inizialmente doveva avere caratteristiche gotico-aragonesi più marcate, è composto da un'unica aula con una pianta a croce latina (con l'asse verticale più lungo rispetto al transetto che lo interseca). Presso la chiesa si svolge nel mese di agosto l'omonima festa, una delle più importanti dell'area.

### Siti archeologici
I reperti più antichi ritrovati nel territorio di Teti sono riferibili ad un periodo che va dal Neolitico medio (4700 a.C.) al Neolitico finale (3000 a.C.), e sono stati rinvenuti in un pianoro in località Atzadalai. Nel territorio di Teti sono presenti siti di notevole rilevanza riconducibili sia al periodo prenuragico, ma anche alla Civiltà nuragica. Il sito più conosciuto e studiato è il Santuario Nuragico di Abini, una importante area archeologica che, secondo alcune ipotesi, fu un "santuario federale" degli antichi sardi. Altro luogo di notevole importanza è il villaggio nuragico di S'Urbale, posizionato su un'altura nei pressi dell'omonimo nuraghe, lungo la strada per Austis.
Sono presenti anche i nuraghe Alineddu, Funtana Bona, Istei, Istecori e Turrìa, le tombe di giganti di Azzadolai e di Perdalonga, i villaggi nuragici (oltre a quello di S'Urbale) di Su Carrazzu e di Su Ballu.

#### Atzadalai
Nel pianoro in località Atzadalai sono venuti alla luce, durante lavori di bonifica, diversi menhir in granito di tipo aniconico antropomorfo (la tipologia più primitiva di menhir con sembianze umane), asce di pietra, punte di freccia in ossidiana, grattatoi, raschiatoi (strumenti in selce o in ossidiana utilizzati nella lavorazione delle pelli) e una grande quantità di schegge di lavorazione, cioè scarti della lavorazione della selce. Dal pianoro di Atzadalai proviene anche un idoletto neolitico con sembianze femminili, realizzato in roccia vulcanica bruno-rossiccia ben lavorata e databile al Neolitico medio (4700-4000 a.C.).
L'idoletto rinvenuto ad Atzadalai è uno dei più antichi esempi di opere d'arte sarde, può essere interpretato come una "venere grassa", o una "dea madre dormiente". Gli occhi sono segnati con una leggera incisione asimmetrica, il naso è realizzato con una piccola incisione rettangolare e la bocca segnata da un'incisione sulla parte inferiore del viso. Le braccia, raccolte sotto il seno, sono evidenziate da una profonda incisione ad angolo con il vertice rivolto verso il ventre, il braccio sinistro presenta delle incisioni che probabilmente schematizzano la presenza di un bambino in grembo.

#### Santuario nuragico di Abini
Il Santuario nuragico di Abini era un antico luogo di culto e pellegrinaggio delle antiche genti sarde durante l'età nuragica. Il sito si compone di un villaggio nuragico e di un'area sacra dove, all'interno di un recinto (temenos) che racchiudeva le strutture sacre, è presente un pozzo sacro probabilmente attivo dal periodo del Bronzo recente (fine XIV secolo a.C.) all'età del Ferro (VII secolo a.C.). Nell'area sacra furono ritrovati molti bronzetti nuragici realizzati fra il X e il VII secolo a.C., conservati al museo archeologico nazionale di Cagliari. Nel settembre del 1865 un ragazzo del luogo convinse alcuni contadini a scavare in un terreno dalla cui superficie affioravano resti di antiche costruzioni, lo scavo portò alla luce un deposito di oggetti votivi in bronzo contenuti tra delle lastre di pietra sotto la superficie del terreno; il luogo del rinvenimento, all'epoca chiamato Sa Badde de sa Bidda (in italiano: La Valle della Città), corrisponde al sito di Abini. Nello stesso anno il canonico Giovanni Spano pubblicò i materiali bronzei, che vennero acquistati dallo studioso Efisio Timon, che a sua volta li donò al Regio museo di antichità di Cagliari. Nel 1878 vennero ritrovati all'interno di un grosso recipiente in terracotta altri materiali bronzei che confluirono come i precedenti al museo archeologico di Cagliari. In seguito il sito fu visitato da Filippo Vivanet, che riuscì ad individuare il recinto sacro ed il relativo tempio a pozzo; altri scavi cominciarono nel 1929 sotto la direzione dell'archeologo Antonio Taramelli, scavi che nel 1930 liberarono il recinto sacro precedentemente individuato insieme al pozzo sacro, e che nel 1931 riportarono alla luce il villaggio contiguo al grande recinto sacro. L'ultima campagna di scavo nel sito fu intrapresa nel 1981, consentendo di scoprire nuove capanne circolari collegate tra loro da edifici di forme differenti.

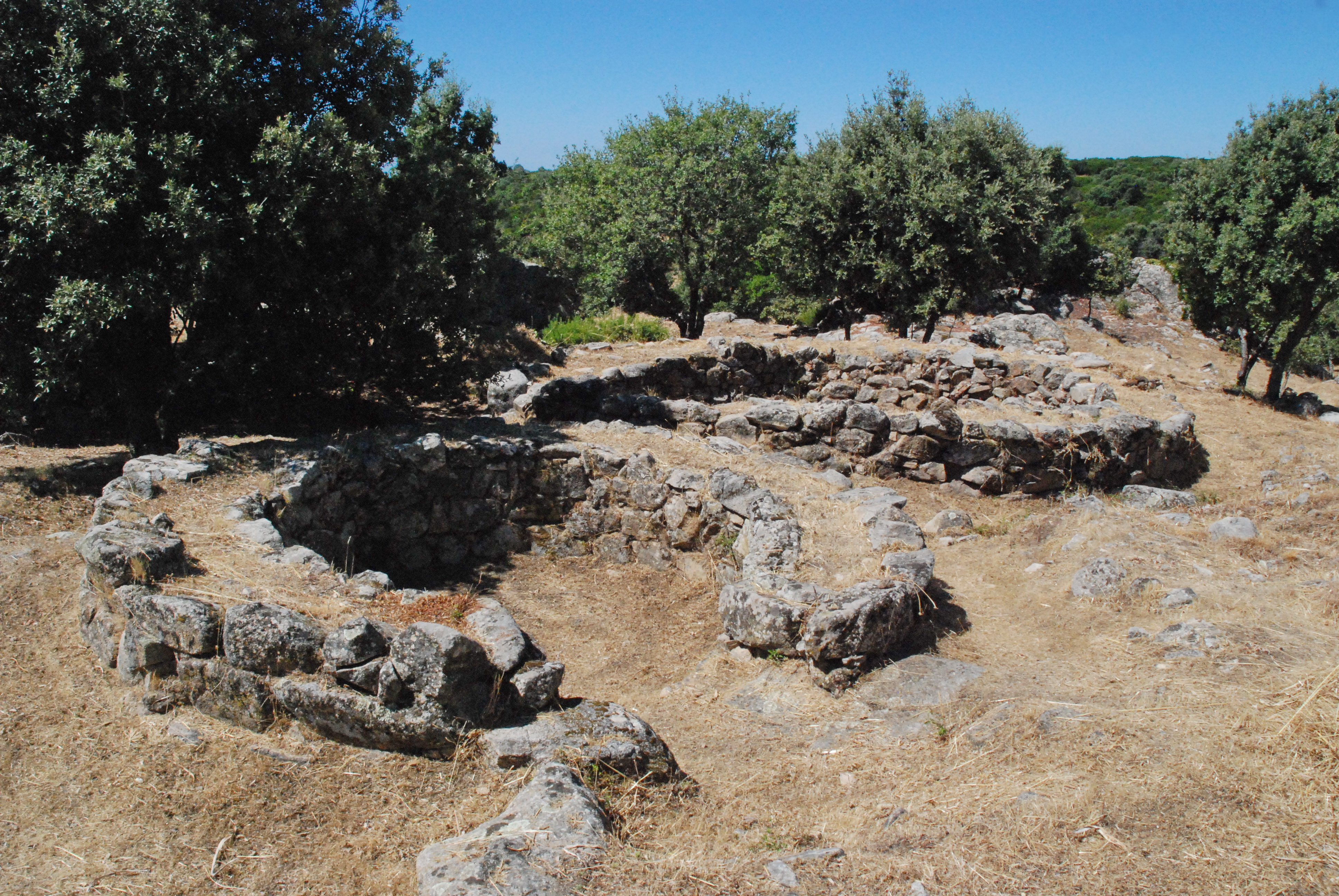
Villaggio nuragico di S'Urbale

#### Villaggio nuragico di S'Urbale
A pochi chilometri dal paese, situato su una collina a 900 metri d'altitudine, si trova il villaggio nuragico di S'Urbale. È costituito dai resti di alcune capanne andate distrutte a causa di un incendio di cui non si ha memoria.

## Società

### Evoluzione demografica
I primi dati disponibili sulla popolazione di Teti risalgono al 1485, a quel tempo il villaggio contava 25 fuochi, corrispondenti ad un totale di 100 abitanti. Dopo un secolo, nel 1583, la popolazione era cresciuta, e contava 113 fuochi, corrispondenti a 456 abitanti. Nel 1698 Teti contava, a causa delle pestilenze e delle carestie, 386 abitanti. Nel 1728 la popolazione era ulteriormente calata a 334 abitanti. Nel 1848 furono censiti 383 abitanti e nel 1861, alla proclamazione del Regno d'Italia, contava 541 abitanti.
Abitanti censiti

### Etnie e minoranze straniere
Secondo i dati ISTAT al 31 dicembre 2010 la popolazione straniera residente era di 14 persone. Le nazionalità maggiormente rappresentata in base alla loro percentuale sul totale della popolazione residente erano:
- Romania 8 1,11%

### Lingue e dialetti
La variante del sardo parlata a Teti è riconducibile alla Limba de mesania.

## Cultura

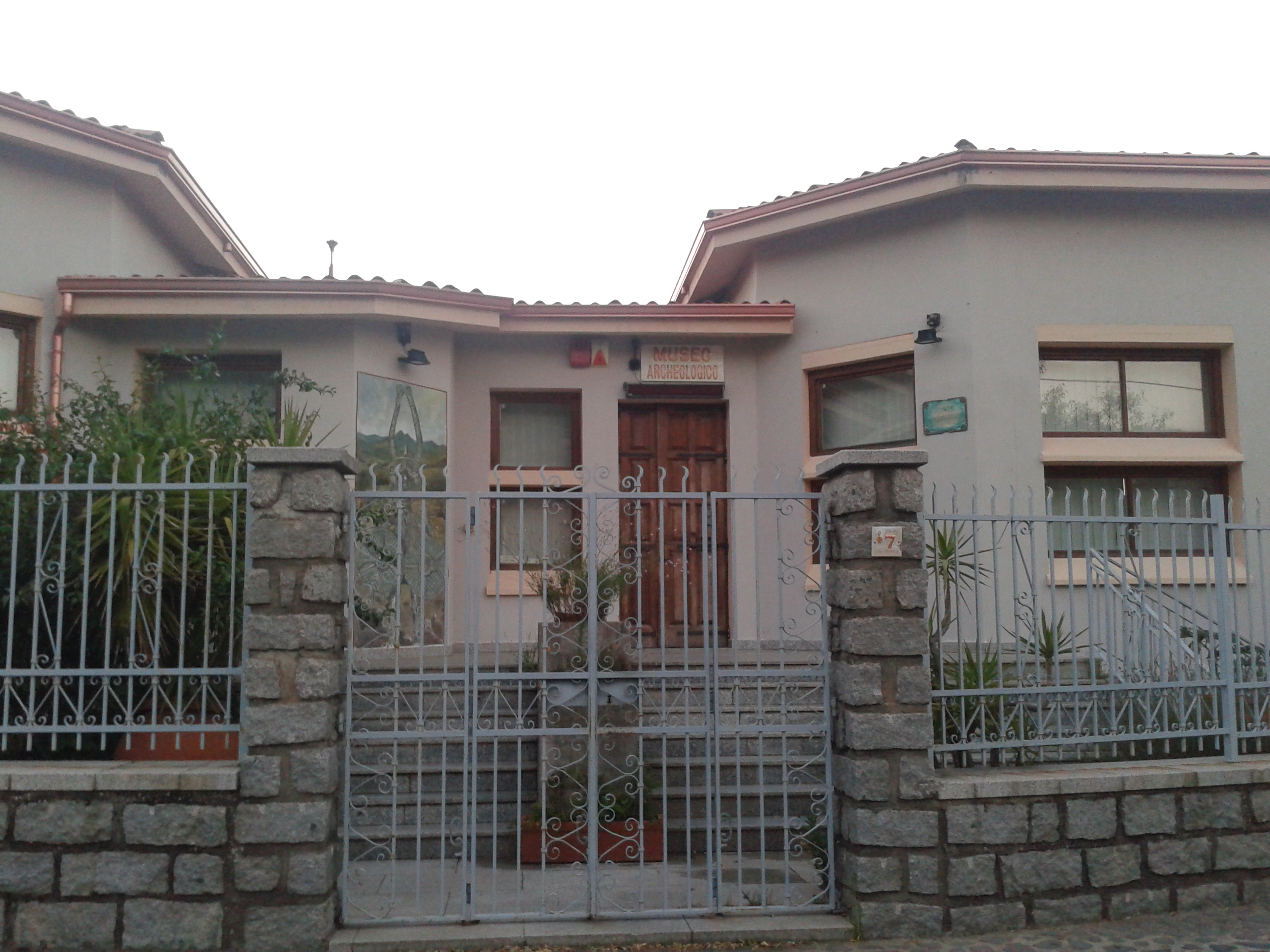
L'esterno del Museo Archeologico di Teti

### Il Museo Archeologico Comprensoriale di Teti
Il Museo Archeologico di Teti ospita principalmente reperti provenienti dagli scavi del villaggio nuragico di S'Urbale. All'interno di una sala del museo è stata ricostruita la capanna F del villaggio nuragico, con al suo interno il vasellame rinvenuto negli ultimi scavi. Nel museo si possono osservare anche i reperti provenienti dal pianoro di Atzadalai, compreso l'idolo neolitico con sembianze femminili, delle ricostruzioni fedeli di alcuni bronzetti rinvenuti nel Santuario nuragico di Abini, e alcuni reperti provenienti dalle campagne dei paesi vicini di Tonara, Sorgono e Meana Sardo.

### Feste e tradizioni popolari
- Carnevale. Le celebrazioni del carnevale di Teti hanno antiche origini, infatti rimandano ad antichi culti pre-cristiani[8]. La cerimonia di chiusura delle festività, che si tiene il Mercoledì delle ceneri, culmina con una sfilata in maschera, durante la quale viene simbolicamente ucciso un fantoccio rappresentante il Carnevale stesso.
- Festa della Madonna della neve, 5 agosto.
- Festa di San Sebastiano. Si svolgeva, secondo informazioni tramandate oralmente, il terzo lunedì del mese di settembre, e finiva due martedì dopo. La festa ha subito due importanti cambiamenti nel '900, infatti venne anticipata al terzo sabato, per farla concludere due domeniche dopo, forse, per abbracciare due fine settimana, anziché uno. A differenza delle motivazioni non certe del primo cambiamento, il secondo, avvenuto nel 1989 e autorizzato dai Tetiesi, prima tramite referendum popolare, proposto dal comitato organizzatore, e confermato in seguito alla richiesta della comunità dall'Arcidiocesi di Oristano, consiste nell'anticipare la festa all'ultimo sabato del mese di agosto, per dare la possibilità agli emigrati, ed agli studenti Tetiesi pendolari, di partecipare sfruttando le ferie estive. La festa si svolge presso il Santuario dedicato al Santo, che dista circa 1 km dal centro abitato, dura nove giorni, e per questo è considerata fra le più lunghe in Sardegna. Per San Sebastiano nel corso degli ultimi decenni si sono esibiti artisti affermati sia a livello nazionale che internazionale del calibro di: Little Tony (1984), Orchestra Casadei, Mal, Alberto Camerini, Rocky Roberts, Scialpi, Tosca, Papa Winnie, Luca Barbarossa, Edoardo Bennato (1994), Roberto Vecchioni (1995), Danilo Amerio (1996), Ricchi e Poveri (1997), Marina Rei (1998), I Nomadi, Tazenda ed anche per questo, nella zona è considerata la più importante.

## Economia
Teti basa la propria economia sull'allevamento del bestiame, in modo particolare di ovini e caprini, ma anche di bovini e suini. L'agricoltura è sviluppata nel campo cerealicolo, ma anche nella frutticoltura, nella viticoltura e nella olivicoltura. Negli ultimi decenni si sta sviluppando anche l'attività industriale, nei settori edile e della produzione di energia elettrica. La rete di distribuzione commerciale è poco organizzata.

## Infrastrutture e trasporti
- Teti è collegato agli altri centri abitati vicini da autolinee provinciali.

## Amministrazione
| Periodo        | Periodo        | Primo cittadino | Partito                          | Carica  | Note   |
| -------------- | -------------- | --------------- | -------------------------------- | ------- | ------ |
| 23 aprile 1995 | 16 aprile 2000 | Julia Tidu      | liste civiche di centro-sinistra | Sindaco | [ 10 ] |
| 16 aprile 2000 | 26 maggio 2002 | Marco Melis     | lista civica                     | Sindaco | [ 11 ] |
| 26 maggio 2002 | 27 maggio 2007 | Costantino Tidu | L'Ulivo                          | Sindaco | [ 12 ] |
| 27 maggio 2007 | 10 giugno 2012 | Pietro Galisai  | lista civica                     | Sindaco | [ 13 ] |
| 10 giugno 2012 | 11 giugno 2017 | Laila Dearca    | lista civica "Rinascere Insieme" | Sindaco | [ 14 ] |
| 11 giugno 2017 | 13 giugno 2022 | Costantino Tidu | PD                               | Sindaco | [ 15 ] |
| 13 giugno 2022 | in carica      | Costantino Tidu | lista civica "Viviamo Teti"      | Sindaco | [ 16 ] |